# Empire Stadium de Gżira
El Empire Stadium de Gżira era un estadio multiusos utilizado principalmente para partidos de fútbol ubicado en la ciudad de Gzira en Malta.

## Historia
Fue inaugurado el 4 de noviembre de 1922 con capacidad para 30000 espectadores y el primer partido jugador en el estadio fue entre un equipo formado por la Asociación de Fútbol de Malta contra la tripulación del HMS Ajax. Fue la sede del primer partido de la selección nacional de fútbol ante Austria en 1957.
Durante la Primera Guerra Mundial fue la sede de los bombarderos de las fuerzas aliadas lideradas por Pietro Paolo Testaferrata Moroni Viani (Baron Gomerino) y su hermanastro Carmelo 'Meme' Scicluna. En 1933 el estadio fue renovado originalmente para se utilizado como hipódromo, pero la Asociación de Fútbol de Malta lo utilizó para partidos de la Primera División de Malta. En los años 1960 los equipos de Malta participaban por primera vez en competiciones europeas y utilizaban el estadio como sede para los partidos.
La asociación de Fútbol de Malta decidió abandonar el estadio en 1965 por no estar de acuerdo con la distribución del dinero del estadio y decidieron mudarse al Manoel Island Football Ground, aunque esto fue temporal y regresaron al estadio en 1966.
El estadio fue cerrado en 1981 luego de que la Asociación de Fútbol de Malta contruyera el Ta' Qali Stadium el 14 de diciembre de 1980, siendo el 29 de noviembre de 1981 la última vez que se jugó un partido de Fútbol en el Empire Stadium de Gżira, aunque el estadio no fue demolido pero muestra un total abandono, y el terreno actualmente está valorado en más de 30 millones de euros.

## Galería

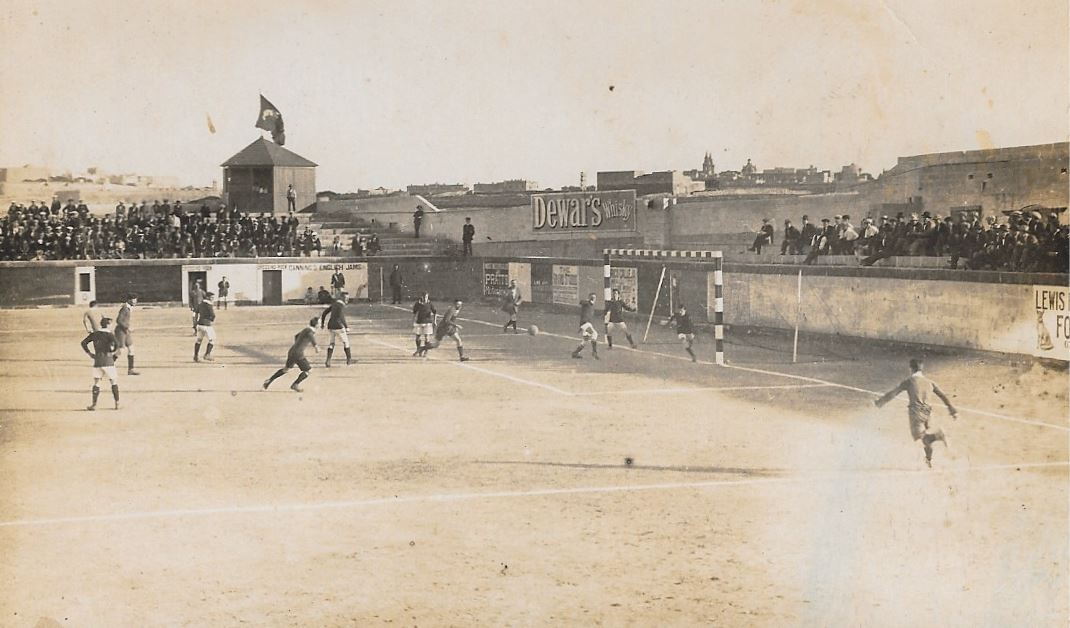
1920s
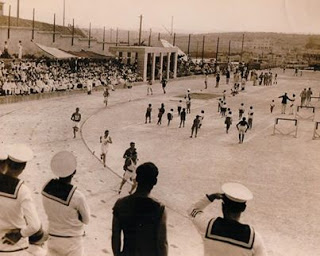
Atletismo en los 1920s
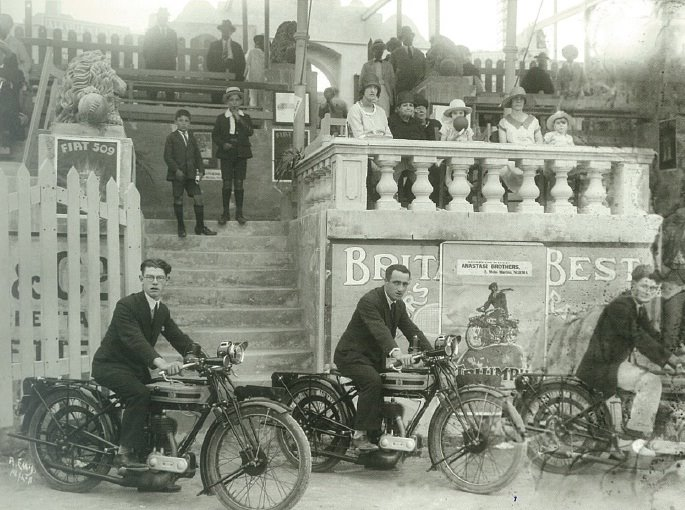
Motovelocidad en frente del Empire Stadium en los 1920s
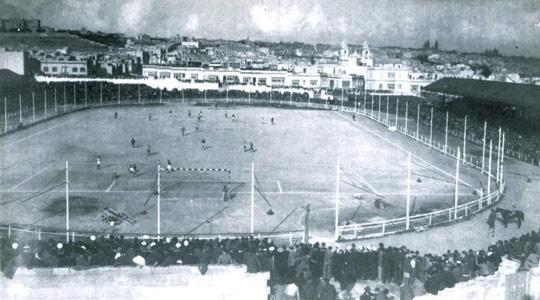
1935
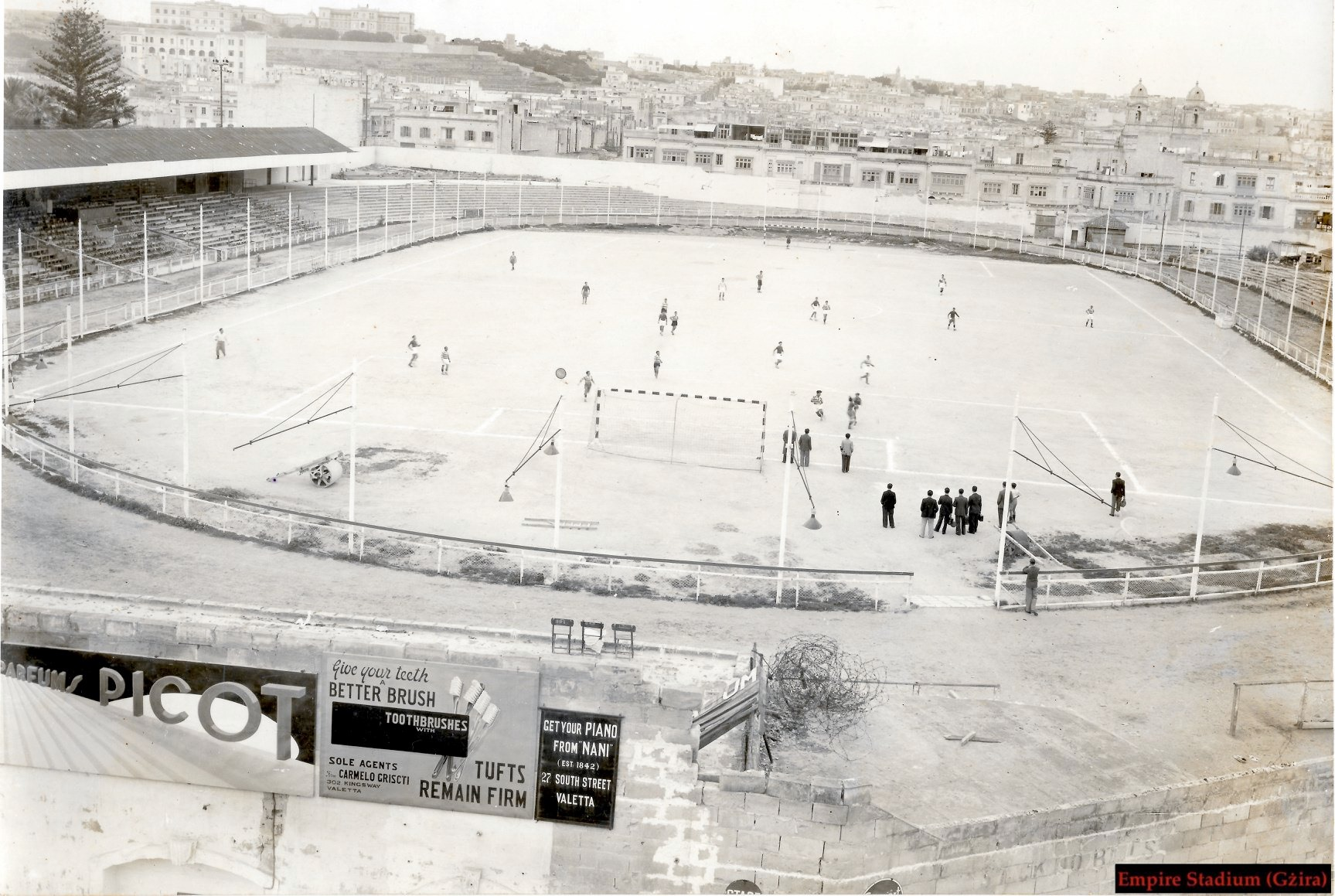
1947
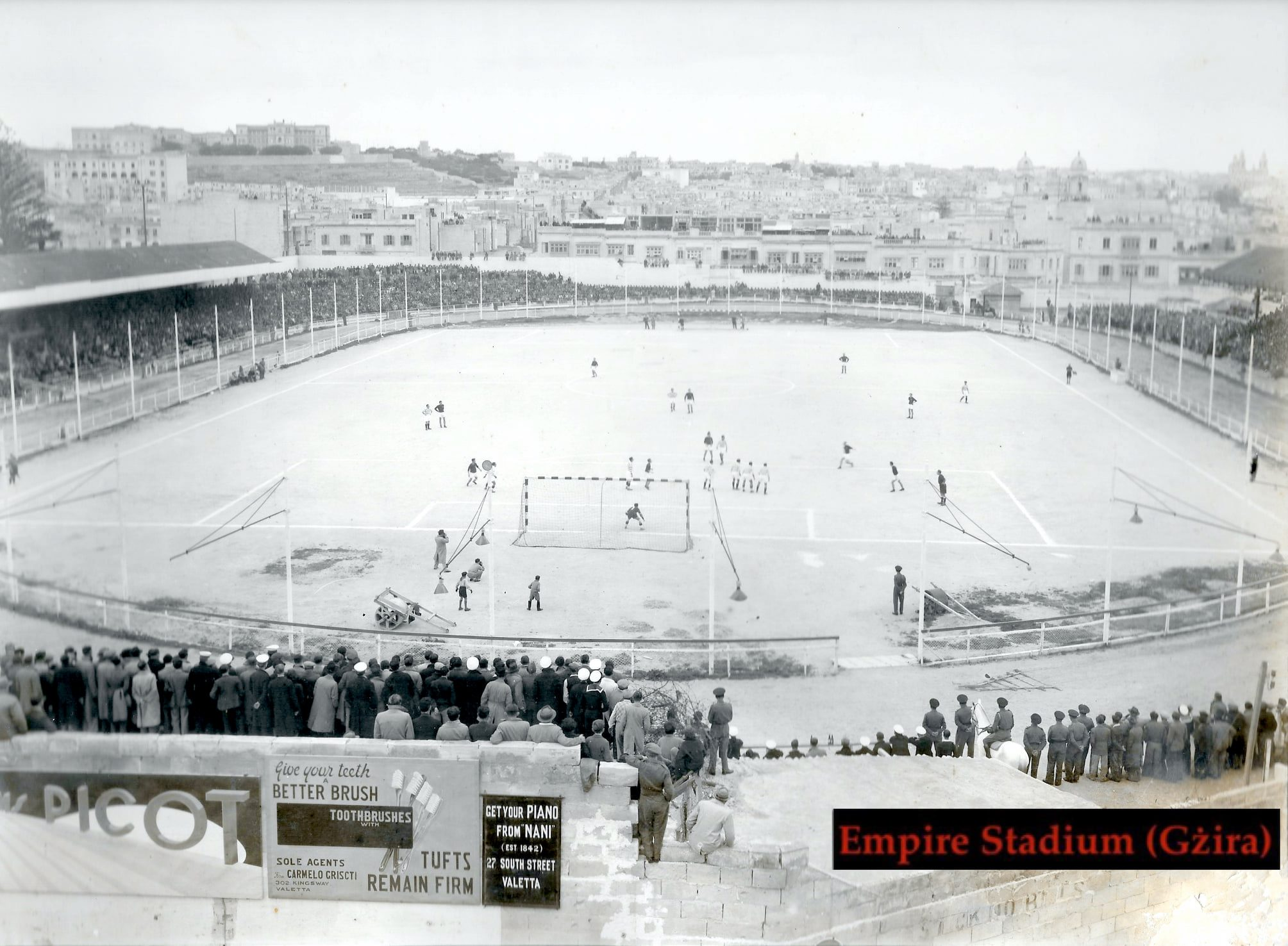
1947
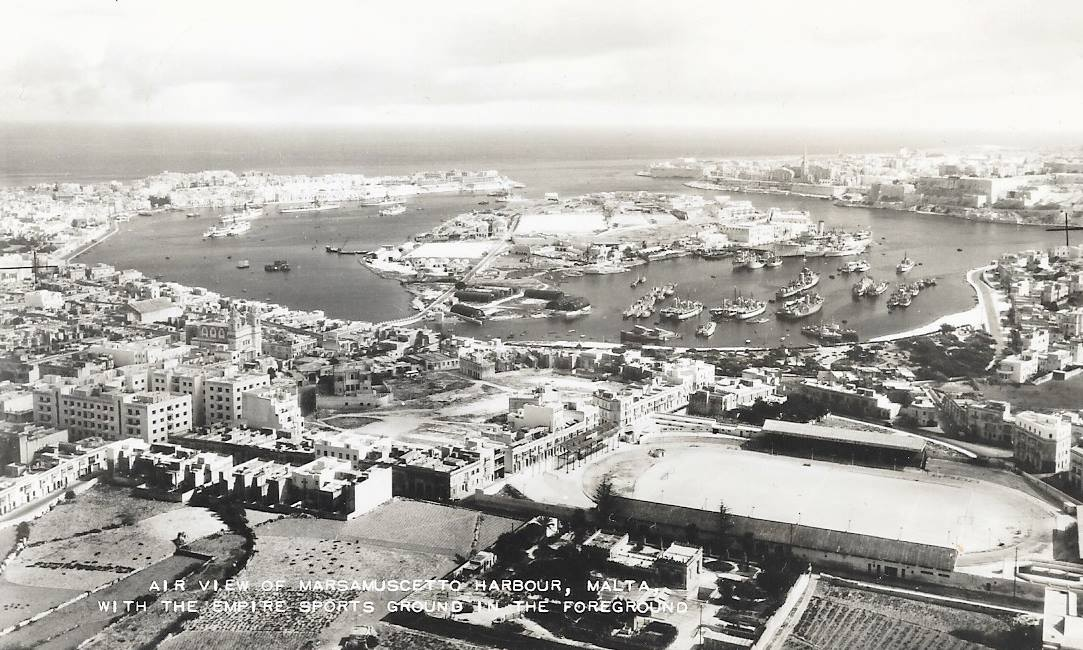
Vista aérea del puerto de Marsamusetto con el Empire Sports Ground en el fondo, ca. 1950
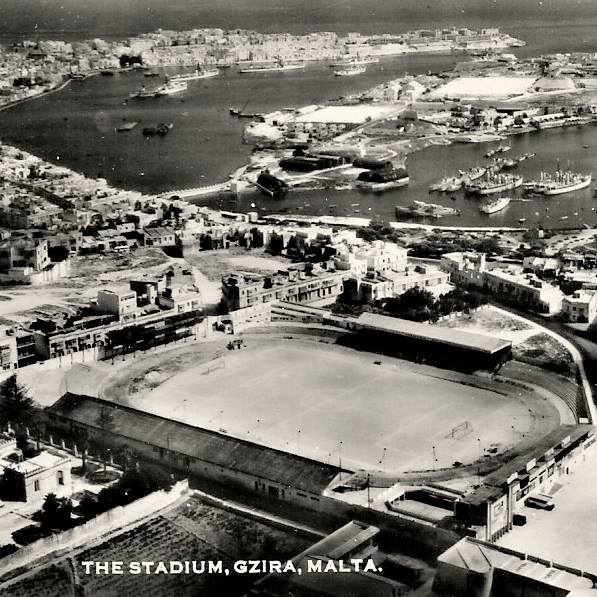
1950s
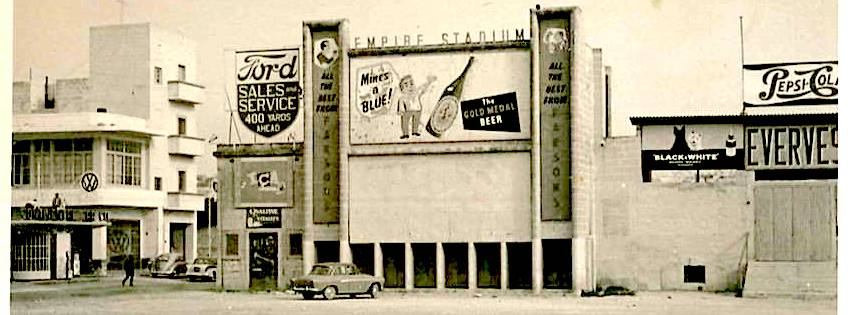
Entrada en 1950s
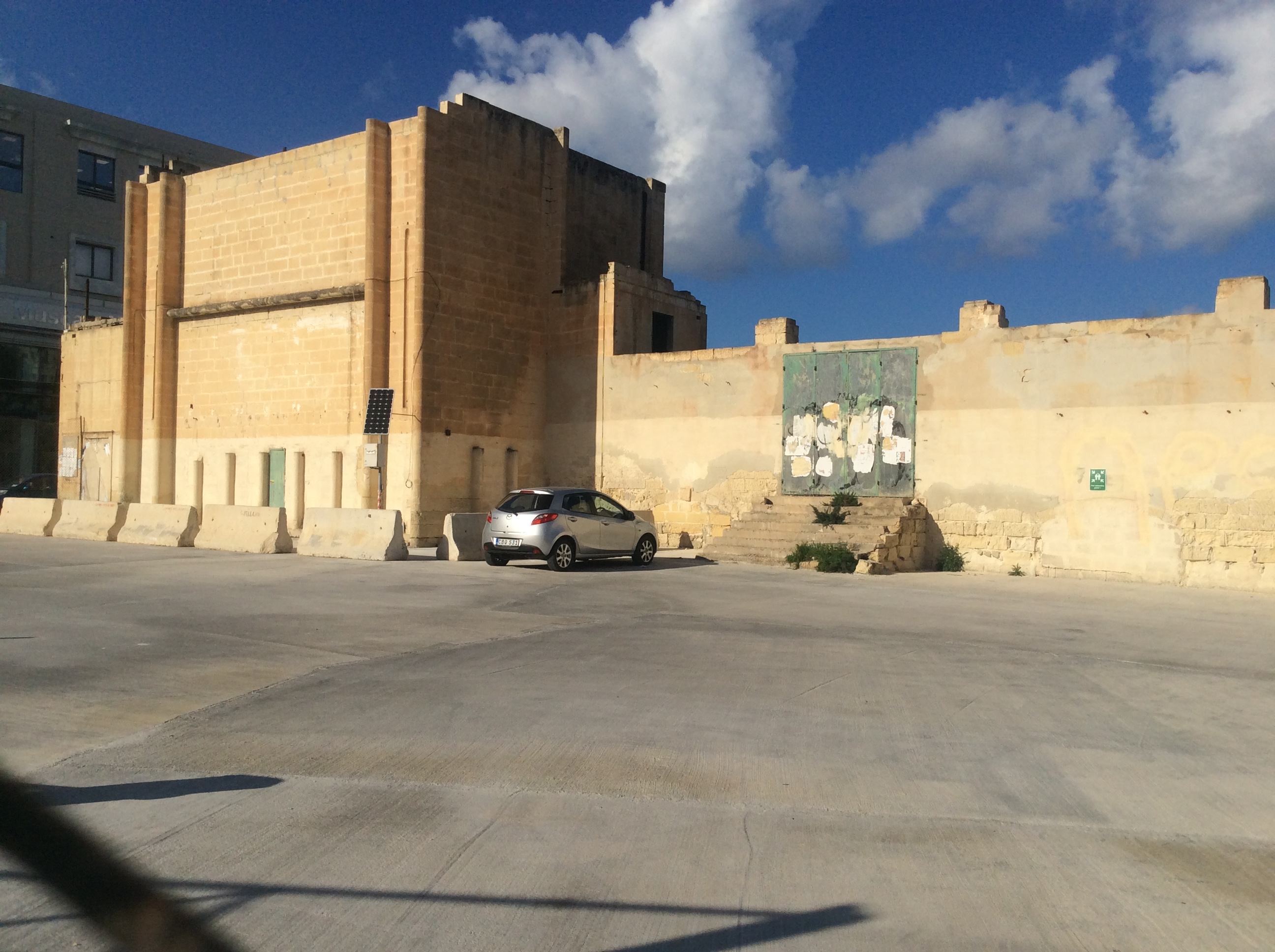
Entrada anterior
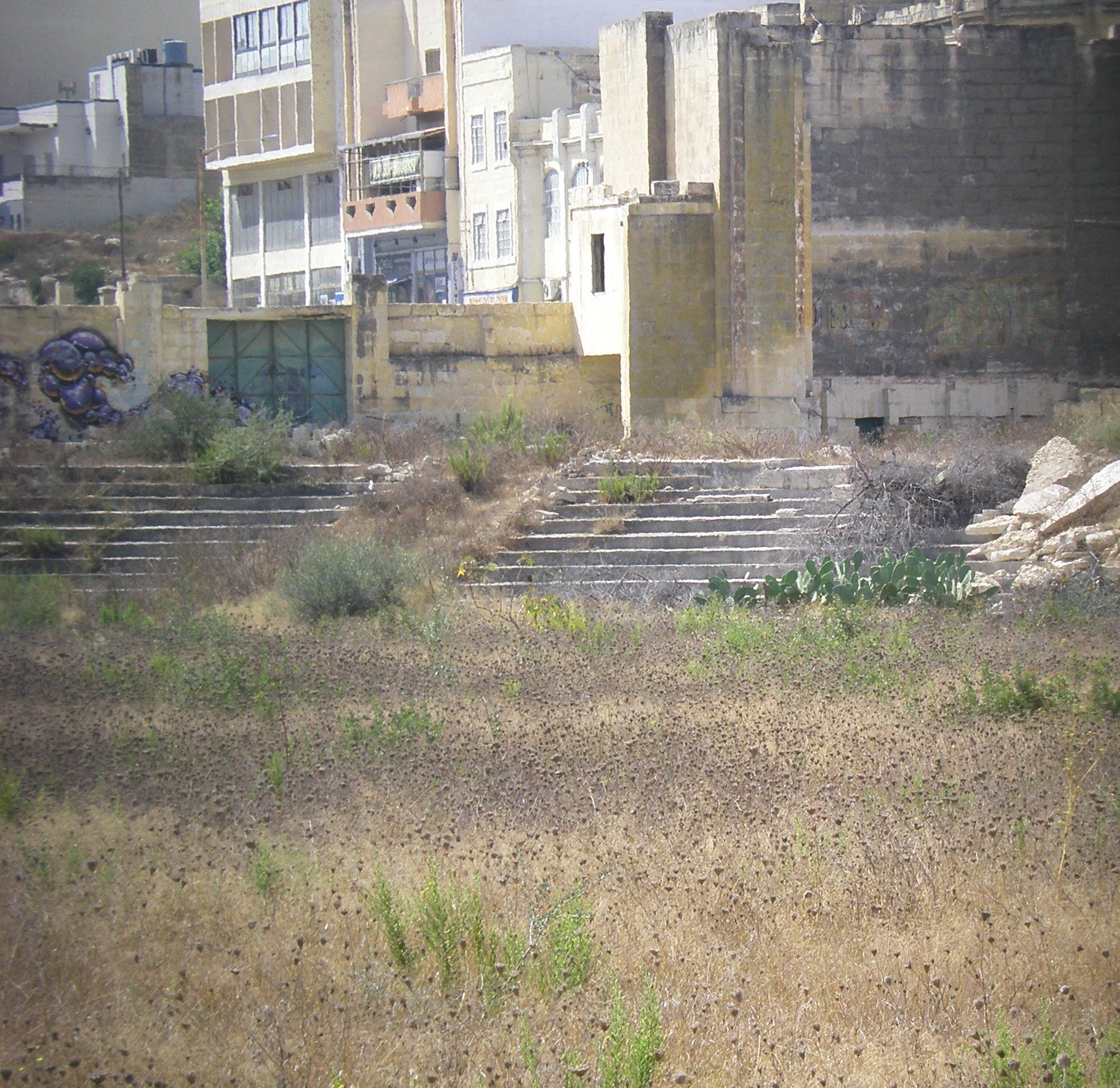
Estadio actual
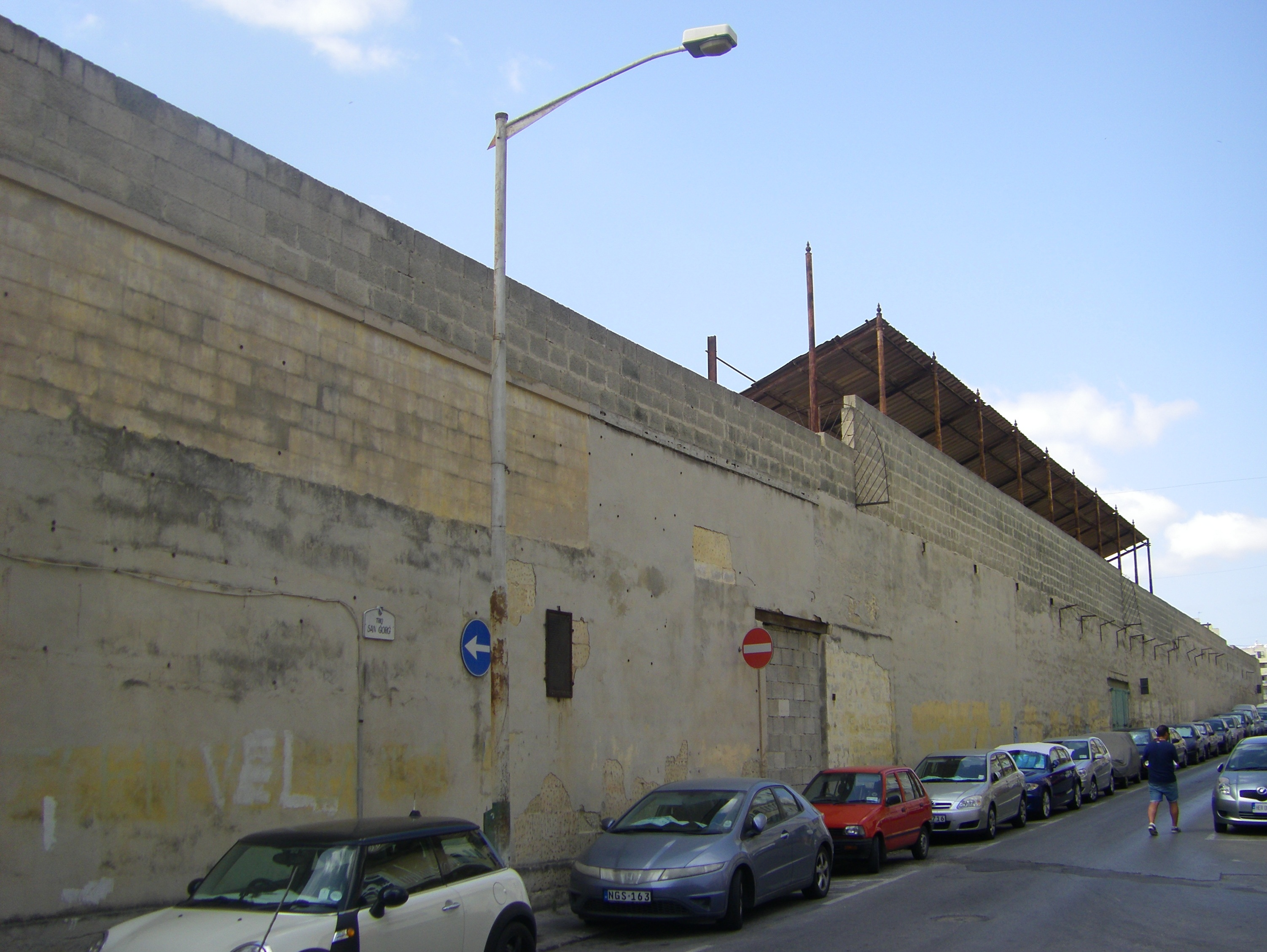
Entrada principal del Empire Stadium